# Volksmuziek in Nederland
Volksmuziek in Nederland kan men op twee manieren interpreteren: als volksmuziek afkomstig uit Nederland zelf en als volksmuziek zoals die in Nederland beoefend wordt.

## Nederlandse volksmuziek
De Nederlandse volksmuziek is vanwege de historische positie van Nederland als handelsnatie en de ligging aan grote rivieren en de Noordzee sterk beïnvloed door de muziek uit omringende en overzeese landen als het Verenigd Koninkrijk. Karakteristieken komen dan ook grotendeels overeen met die van de volksmuziek uit Duitsland, Frankrijk en Engeland.
Van oudsher werd volksmuziek in Nederland gespeeld op instrumenten als viool, fluit, doedelzak, draailier, foekepot en wat slagwerk. Na de uitvinding van de trekharmonica en de daaruit ontwikkelde accordeon heeft de laatste een hoofdrol toebedeeld gekregen (en niet alleen in Nederland).
Volksmuziek van Nederlandse oorsprong heeft kort in de belangstelling gestaan. In de tweede helft van de jaren 70 ontwikkelden bands als Fungus en Wolverlei een repertoire dat volledig bestond uit vanuit de traditie overgeleverde Nederlandse liederen en melodieën. Het geluidsarchief van het radioprogramma Onder de Groene Linde diende hierbij als voornaamste bron. In het begin van de jaren 80 is deze ontwikkeling tot staan gebracht en vervolgens grotendeels verdwenen.

## Buitenlandse volksmuziek / Wereldmuziek
Als gevolg van immigratie zijn in Nederland ook allerlei exotische muziekstijlen geïmporteerd, zoals Tango, Fado, Klezmer en Afrikaanse percussie.
In de jaren 60 van de twintigste eeuw ontstond in Engeland, Schotland en iets later in Ierland een grote belangstelling voor de wederopbloei van de traditionele volksmuziek. Dit had tot gevolg dat er bands en groepen samengesteld werden, zoals in Ierland de beroemd geworden The Chieftains, The Dubliners, The Fureys, Planxty, Patrick Street en De Dannan. Ook in andere Engelssprekende landen werd deze belangstelling groot evenals in Nederland, waar vrij veel muzikanten ook met de zogenaamde Keltische muziek begonnen.